# Markus Schubert
Markus Schubert (* 12. Juni 1998 in Freiberg) ist ein deutscher Fußballtorhüter. Er steht beim SC Paderborn 07 unter Vertrag und war Juniorennationalspieler.

## Karriere

### Vereine
Schubert begann im Alter von sechs Jahren beim SV Lok Nossen mit dem Fußballspielen. Ab 2008 hatte er für den SC Riesa gespielt, ehe er 2011 in die Jugendabteilung von Dynamo Dresden wechselte.
Seit der Drittligasaison 2015/16 gehörte Schubert zur ersten Mannschaft von Dynamo Dresden. Am 28. November 2015 absolvierte er sein erstes Pflichtspiel beim 0:0 gegen Preußen Münster und stieg am Saisonende mit der Mannschaft als Meister in die 2. Bundesliga auf. Nach 10 Pflichtspieleinsätzen in der Saison 2017/18 wurde er zur Spielzeit 2018/19 Stammtorwart von Dynamo und absolvierte 32 Pflichtspiele. Während sich Dynamos damaliger Geschäftsführer Ralf Minge intensiv um eine Vertragsverlängerung Schuberts bemühte, ließ dieser die Angebote seines Vereins unbeantwortet und zögerte die Bekanntgabe seiner Wechselabsichten bis zum 31. Spieltag hinaus. Nachdem der Verein über den bevorstehenden, ablösefreien Wechsel Schuberts berichtet hatte, fiel der Keeper beim Auswärtsspiel der Dresdner beim FC Ingolstadt bei den eigenen Fans in Ungnade und wurde daraufhin für den Rest der Saison aus dem Dresdner Kader gestrichen.
Zur Saison 2019/20 unterschrieb Schubert einen Vierjahresvertrag beim Bundesligisten FC Schalke 04. Sein Pflichtspieldebüt für den Verein gab er am 15. Dezember 2019 beim 1:0-Heimsieg gegen Eintracht Frankfurt, als er nach einem Platzverweis gegen Alexander Nübel für Amine Harit eingewechselt wurde. Für die Zeit von Nübels Sperre, die vier Spiele umfasste, stand Schubert weiter im Tor, verpasste dann verletzungsbedingt die fünf folgenden Partien und kehrte nach seiner Genesung wieder zwischen die Pfosten zurück. Nachdem er in vier Spielen nicht hatte überzeugen können, kehrte Nübel am 29. Spieltag bis zum Saisonende ins Schalker Tor zurück.
Zu Beginn der Spielzeit 2020/21 entschied sich Cheftrainer David Wagner nach dem Abgang von Nübel für den nach einer Leihe zurückgekehrten Ralf Fährmann als Schalkes Stammtorwart. Nachdem Schubert zwei Spiele für die zweite Mannschaft in der viertklassigen Regionalliga West absolviert hatte, wechselte er im Tausch mit Frederik Rønnow bis zum Saisonende auf Leihbasis innerhalb der Bundesliga zu Eintracht Frankfurt. Dort kam er als Ersatztorwart hinter Kevin Trapp zu keinem Pflichtspieleinsatz und kehrte nach Saisonende zwischenzeitlich zum FC Schalke 04 zurück, der in der vorherigen Spielzeit in die 2. Bundesliga abgestiegen war.
Im Juli 2021 wechselte Schubert ablösefrei zu Vitesse Arnheim in die niederländische Eredivisie. Im Wechsel mit Jeroen Houwen kam er im Saisonverlauf auf 29 Pflichtspieleinsätze und hatte unter anderem seinen Anteil daran, dass die Qualifikation zur Europa Conference League erfolgreich bestritten wurde. Nach einer Knieoperation verlor Schubert seinen Platz im Tor an den Leihtorwart Kjell Scherpen und kam in der Saison 2022/23 nur auf fünf Einsätze für die U21. Auch in der folgenden Spielzeit änderte sich nichts an dieser Situation. Eloy Room wurde anstelle des zu seinem Hauptverein zurückgekehrten Scherpen fest verpflichtet und stand in allen Ligaspielen über die volle Spielzeit im Tor. Die Mannschaft konnte mit Room im Tor dreimal je sieben Partien in Folge nicht gewinnen und hatte am Saisonende die zweitmeisten Gegentore hinnehmen müssen. Als Tabellenletzter stieg Vitesse in die Eerste Divisie ab.
Im Sommer 2024 wechselte der Torwart, dessen Vertrag in Arnheim ausgelaufen war, zum SC Paderborn 07. Diesen hatte zuvor dessen Kapitän und Hinrundenstammkeeper Jannik Huth verlassen. Die ersten neun Spiele der neuen Saison 2024/25 fungierte er zunächst als Ersatztorhüter hinter Pelle Boevink, ehe er ihn im Oktober 2024 ab dem zehnten Spieltag als Stammtorhüter verdrängen konnte.

### Nationalmannschaft
2015 gehörte Schubert dem U17-DFB-Kader an. Am 15. Februar 2015 gab er sein Debüt für die deutsche U17-Nationalmannschaft. Er nahm an der U17-Europameisterschaft 2015 und an der U17-Weltmeisterschaft 2015 teil, jedoch blieb er jeweils ohne Einsatz.
Am 14. Dezember 2015 gab er sein Debüt für die U18-Nationalmannschaft. Dort absolvierte er vier Spiele. Am 2. September 2016 spielte er zum ersten Mal für die deutsche U19-Auswahl, im September 2017 erstmals für die U20. Am 7. September 2018 kam er im Freundschaftsspiel gegen Mexiko (3:0) erstmals für die deutsche U21 zum Einsatz. 2019 gehörte er als Ersatztorhüter dem deutschen Kader bei der U21-Europameisterschaft an, bei dem die Mannschaft Vize-Europameister wurde. Zwei Jahre später berief ihn Trainer Stefan Kuntz auch in den Kader für die Endrunde der Europameisterschaft 2021, er blieb beim Turnier jedoch ebenfalls ohne Einsatz. Das Finale der Endrunde gewann Deutschland mit 1:0 gegen Portugal und kürte sich somit zum Europameister.

## Erfolge
Nationalmannschaft
- U17-Vize-Europameister 2015 (ohne Einsatz)
- U21-Europameister: 2021 (ohne Einsatz)

Dynamo Dresden
- Meister der 3. Liga und Aufstieg in die 2. Bundesliga: 2016
- Meister der A-Junioren-Regionalliga Nordost: 2016
- A-Junioren-Sachsenpokalsieger: 2017